# Eduard Löwen
Eduard Löwen (Idar-Oberstein, Alemania; 28 de enero de 1997) es un futbolista alemán que juega de mediocampista en el St. Louis City S. C..

## Trayectoria
Nacido en Alemania, es de ascendencia Rusa-Alemana. Sus padres llegaron desde Rusia poco antes de su nacimiento.
Löwen jugó en SV Hottenbach, 1. FC Kaiserslautern y 1. FC Saarbrücken, antes de pasar al 1. F. C. Núremberg en 2016. Como preparación para la temporada 2016/17, se entrenó con los profesionales de la FCN y participó en algunos amistosos. Hizo su debut en la 2. Bundesliga el 12 de marzo de 2017 en una victoria en casa por 1-0 contra el Arminia Bielefeld. También fue utilizado en los diez juegos posteriores. Con el 1. FC Nuremberg terminó segundo al final de la temporada, logrando el ascenso a la 1. Bundesliga. Allí marcó el 23 de febrero de 2019 (jornada 23) en la derrota por 2-1  ante el Fortuna Düsseldorf su primer gol en la Bundesliga con el objetivo de hacer el 1-0.
Después de que el mediocampista no pudiera asegurar la categoría con el club, se unió al Hertha Berlín para la temporada 2019/20. Para los berlineses, solo hizo siete apariciones en la Bundesliga y una aparición en la Regionalliga.
A principios de enero de 2020, Löwen fue transferido al FC Augsburg dentro de la Bundesliga, cedido por un año.
Después de que Löwen no jugara las dos primeras jornadas de la temporada 2020/21, la cesión finalizó a principios de octubre de 2020 justo antes del final del período de fichajes y Löwen regresó al Hertha BSC.
Para la temporada 2021/22, Löwen se fue cedido al VfL Bochum de la Bundesliga por un año. En 26 apariciones en la Bundesliga, fue titular 15 veces y anotó 2 goles.
A partir del 1 de julio de 2022, Löwen se mudó a los Estados Unidos para unirse al St. Louis City. Ha firmado con la nueva franquicia de la Major League Soccer, que comenzará a jugar en la temporada 2023, con un contrato hasta el 31 de diciembre de 2026, con una opción por un año adicional.

### Selección nacional
En 2016 participó en los Juegos Olímpicos de Río de Janeiro, donde se llevó la medalla de plata tras perder la final con Brasil en tanda de penales.

## Clubes
| Club                 | País           | Año       |
| -------------------- | -------------- | --------- |
| FC Nuremberg II      | Alemania       | 2016-2017 |
| 1. F. C. Núremberg   | Alemania       | 2016-2019 |
| Hertha Berlín        | Alemania       | 2019-2022 |
| Hertha Berlín II     | Alemania       | 2019      |
| FC Augsburg          | Alemania       | 2020      |
| VfL Bochum           | Alemania       | 2021-2022 |
| St. Louis City S. C. | Estados Unidos | 2022-Act. |